# 韩德刚
韩德刚（1926年—2017年2月），男，辽宁大连人， 中国物理化学家、化学教育家，曾任北京大学教授，中国化学会理事。